# The Queen Who Crowns
The Queen Who Crowns (en hangul, 원경; romanización revisada, Wongyeong) es una serie de televisión surcoreana escrita por Lee Young-mi, dirigida por Kim Sang-ho, y protagonizada por Cha Joo-young, Lee Hyun-wook, Lee Yi-dam y Lee Si-a. Se estrenó en la plataforma TVING el 6 de enero de 2025, donde se transmitió los lunes a las 14:00 horas (hora local coreana); también se transmitió por el canal tvN en horario de lunes y martes a las 20:50.

## Sinopsis
La serie representa el ardiente viaje de la reina Wongyeong, una hacedora de reyes que soñó con un mundo nuevo a principios de la dinastía Joseon e hizo de su marido Lee Bang-won el tercer rey, y fue una cofundadora del trono que ganó el poder con él.

## Reparto

### Principal
- Cha Joo-young como la reina Wongyeong, una mujer que soñaba con un mundo nuevo. Es la hija de Min Je, del clan Yeoheung Min. Pasó a la posteridad en registros históricos solo como la esposa de Taejong, o Sra. Min, sin su nombre real, pero vivió una vida independiente sin perderse, a pesar de una terrible traición y una dura realidad. Ella y su marido fueron socios políticos que unieron sus manos para cambiar el mundo, se amaron apasionadamente y tuvieron feroces conflictos.[2][3][4]
- Lee Hyun-wook como Lee Bang-won, tercer rey de Joseon y marido de Wongyeong, que como rey destruyó a la familia del padre de ella y tomó constantemente otras mujeres. Fue una persona con un complejo sentido de inferioridad: un «chico de campo» que tomó como esposa a una mujer mejor que él y un rey que no fue reconocido por su padre. A cierto punto, tuvo la retorcida idea de que podía controlar y destruir incluso a su esposa, la única mujer que amaba y su socia política, si ella se convertía en un obstáculo.[2][5]
- Lee Yi-dam como Chae-ryeong, la sirvienta de la reina, que se ha convertido en la mujer del rey para desesperación de la reina Wongyeong.[6][7][8]
- Lee Si-a como Yeong-sil, una concubina a la que la reina protegió en su momento y que ahora está embarazada del hijo del rey.[9][10]

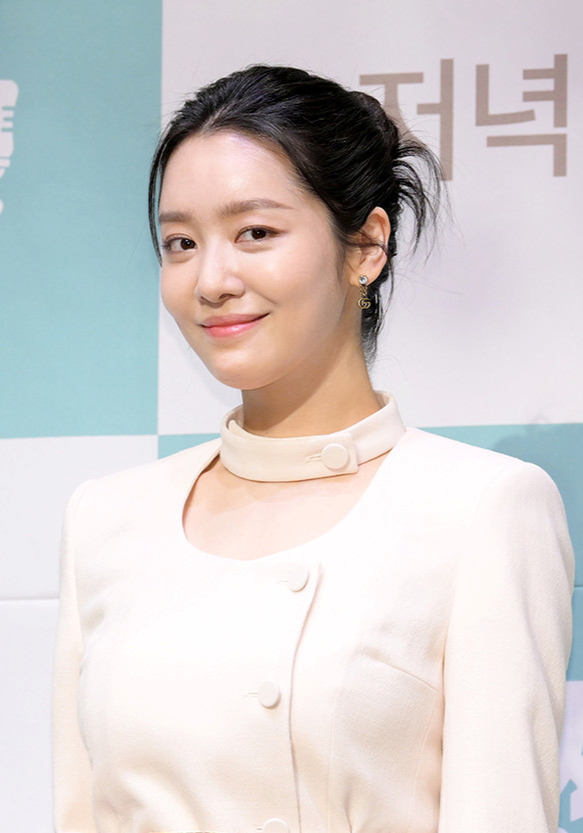
Cha Joo-young, la reina Wongyeong

### Secundario

#### Entorno de Wongyeong
- Park Ji-il como Min Je, el padre de Wongyeong.[11]
- Han Seung-won como Min Mu-jil, hermano de Wongyeong.[11]
- Kim Woo-dam como Min Mu-goo, el hermano menor de Wongyeong.[11]
- Dong Hyo-hee como la dama Song, la madre biológica de Wongyeong.

#### Otros
- Choi Deok-moon como Ha Ryun, un político de Joseon, consejero del rey.[11]
- So Hee-jung como la dama de la corte Jeong.[11]
- Jeong Eui-sun como la dama de la corte Seo.[11]
- Kim Jung como la dama de la corte Kim Sang-gung. Parece ser una persona con principios, pero está llena de deseo de unirse con Chae-ryeong y usarla para tomar el poder.[12][13]
- Song Jae-ryong como un adivino ciego, favorecido por la familia Min.[11]
- Hwang Young-hee como Gyo Ha-daek.[11]
- Park Yong-woo como Lee Sook-beon. Era originalmente un erudito, pero después se convirtió en guerrero. Es el principal apoyo del rey Bang-won junto a Ha Ryun, y gran adversario de la familia de la reina.[11]
- Park Ki-deok como Won-beom, un secuaz del rey Taejo que, enmascarado, ataca al rey Bang-won en medio de la noche.[14]
- Park Soo-young como Hwang Eom.[15][16]

### Apariciones especiales
- Lee Sung-min como Lee Seong-gye, el rey Taejo, padre de Bang-won, suegro de la reina Wongyeong y fundador de la dinastía Joseon. Se opone a su hijo por el trono.[17][18]
- Lee Jun-young como el rey Sejong (episodio 12).[19]
- Lee Seung-joon como el rey Jeongjong.[20]

## Banda sonora original
El 27 de diciembre de 2024 la productora de BSO Blendig Co. reveló la programación de la banda sonora de la serie, que incluye a los siguientes artistas: Sohyang, Yoo Da-bin, Im Han-byeol y Jukjae.

## Producción
La serie es una producción de Studio Dragon y JS Pictures; el guion es de Lee Young-mi, y la dirección corre a cargo de Kim Sang-ho (Arang y el Magistrado, 2012; Money Game, 2020, con guion del mismo Lee Young-mi). Sobre el tema de la serie, durante su presentación el director declaró que había habido ya muchas historias sobre el rey Taejong y sobre Sejong el Grande, pero nada se había escrito sobre la mujer del primero y madre del segundo, pese a la importancia que pudo tener, como sugiere el hecho poco frecuente de que ella repose en una tumba gemela junto a su marido el rey Taejong.
En octubre de 2023 tvN y TVING anunciaron la producción de la serie y la elección de Cha Joo-young y Lee Hyun-wook como sus protagonistas. Tanto para ella como para él trata de su primera serie histórica.

### Doble versión
El rodaje finalizó en junio de 2024, y después la serie entró en posproducción. En principio, estaba prevista su emisión en la segunda mitad del año, pero se retrasó hasta enero de 2025. El 7 de octubre un portavoz de tvN confirmó que se transmitiría tanto en este canal como en TVING como serie de lunes y martes. Además, en esta última se emitiría posteriormente una precuela en dos episodios que no se podría ver en tvN. Aunque el número de capítulos (12) es el mismo, las dos versiones en ambos canales no serían idénticas, hasta el punto de que la transmitida por tvN sería apta para mayores de 15 años y la transmitida por TVING solo para mayores de 19 años.
De todos modos, la política de TVING de seguir programando series que, en versión única o doble, están orientadas a adultos (como La reina Woo antes de esta serie y The Scandal of Chunhwa, cuyo estreno está previsto para el 6 de febrero) ha sido fuente de algunas polémicas en su país, porque las escenas de desnudo pueden constituir un daño de imagen o problemas de otras clases para los actores y actrices implicados. Ese fue el caso de Cha joo-young, que relató haber tenido un conflicto con su padre unos años antes a raíz de una escena de desnudo en La gloria. Según algunos medios periodísticos los actores de The Queen Who Crowns descubrieron tardíamente cuál sería su nivel de exposición, aunque Studio Dragon desmintió esta circunstancia. Después se supo que se había recurrido a efectos de imagen por ordenador para aplicar el rostro del actor o actriz al cuerpo de un o una doble. Cha Joo-young declaró al respecto que «era necesario que hubiera suficiente debate y acuerdo, pero hubo algunas partes que no se calcularon bien. Aun así, pensé que podríamos compensarlo a través de la historia en su conjunto». También expresó su pesar por el hecho de que la controversia sobre estas escenas recibiera más atención que la esencia de la obra.
Según algunos medios periodísticos, esta diferenciación entre ambas versiones se mantendría en la primera mitad de la serie, hasta el capítulo 6 incluido. En la segunda mitad los episodios de TVING tendrían una calificación para mayores de 15 años, como los de tvN. Esto se debe a la propia evolución de la trama, más centrada al principio en la relación conflictiva y apasionada entre el rey y la reina.

### Promoción
El 28 de noviembre de 2024 la productora lanzó un vídeo con escenas tomadas durante la lectura del guion y confirmó que la fecha del estreno sería el 6 de enero sucesivo. Precisamente ese día se presentó la producción en línea, con la asistencia del director Kim Sang-ho y los actores Cha Joo-young y Lee Hyun-wook.

## Audiencia
La serie arrancó con un 4,87 % de audiencia nacional en su primer episodio, que fue el primero en audiencia en su franja de emisión tanto en canales de cable como integrales. Este dato es ligeramente superior al de la serie anterior, Lee, el agente de libertad condicional, que empezó con un 4,6 % y terminó con un 5,8 %. El segundo episodio creció hasta el 5,5 % nacional, y tuvo un pico de audiencia del 6,9 %. La audiencia objetivo de tvN, hombres y mujeres de entre 20 y 49 años, también aumentó, alcanzando el 1,8 % a nivel nacional y el 1,7 % en el área metropolitana de Seúl, ocupando el primer lugar entre todos los canales, incluidos los terrestres, en el mismo horario. En el último episodio alcanzó el punto más alto de audiencia, con el 6,6 %.

La decisión de emitir la serie en dos versiones, en tvN para mayores de 15 años y en TVING para mayores de 19, según algunos observadores tuvo resultados positivos, pues logró atraer espectadores en ambos canales: en tvN fue la primera serie de lunes y martes que superó el 5 % en su primer episodio desde Cásate con mi esposo, un año atrás. En TVING, los episodios 1 y 2 ocuparon el primer lugar entre los espectadores de canales de pago. En sustancia, la clave es garantizar que los de tvN no se sientan decepcionados por ver una versión «incompleta», para lo que la productora no se limitó simplemente a suprimir varias escenas con contenido sexual (entre el rey y la reina en el ep. 1 y entre el rey y Chae-ryeong en el 2), sino que las sustituyeron por otras más adecuadas al tipo de audiencia familiar.
| Temporada | Temporada | Episodio número | Episodio número | Episodio número | Episodio número | Episodio número | Episodio número | Episodio número | Episodio número | Episodio número | Episodio número | Episodio número | Episodio número | Promedio |
| Temporada | Temporada | 1               | 2               | 3               | 4               | 5               | 6               | 7               | 8               | 9               | 10              | 11              | 12              | Promedio |
| --------- | --------- | --------------- | --------------- | --------------- | --------------- | --------------- | --------------- | --------------- | --------------- | --------------- | --------------- | --------------- | --------------- | -------- |
|           | 1         | 1130            | 1262            | 1117            | 1324            | 1092            | 1173            | 968             | 803             | 1112            | 1279            | 1240            | 1467            | 1164     |

| Episodio | Fecha de emisión      | Índices de audiencia (Nielsen Korea) | Índices de audiencia (Nielsen Korea) |
| Episodio | Fecha de emisión      | Nacional                             | Seúl                                 |
| --- | --------------------- | ------------------------------------ | ------------------------------------ |
| 1 | 6 de enero de 2025    | 4,873 % (1.ª)                        | 5,131 % (1.ª)                        |
| 2 | 7 de enero de 2025    | 5,490 % (1.ª)                        | 5,329 % (1.ª)                        |
| 3 | 13 de enero de 2025   | 4,919 % (1.ª)                        | 4,648 % (1.ª)                        |
| 4 | 14 de enero de 2025   | 5,599 % (1.ª)                        | 5,327 % (1.ª)                        |
| 5 | 20 de enero de 2025   | 5,020 % (1.ª)                        | 4,969 % (1.ª)                        |
| 6 | 21 de enero de 2025   | 5,218 % (1.ª)                        | 4,999 % (1.ª)                        |
| 7 | 27 de enero de 2025   | 4,070 % (1.ª)                        | 4,077 % (1.ª)                        |
| 8 | 28 de enero de 2025   | 3,568 % (1.ª)                        | 3,530 % (1.ª)                        |
| 9 | 3 de febrero de 2025  | 4,883 % (1.ª)                        | 5,057 % (1.ª)                        |
| 10 | 4 de febrero de 2025  | 5,634 % (1.ª)                        | 5,164 % (1.ª)                        |
| 11 | 10 de febrero de 2025 | 5,817 % (1.ª)                        | 5,402 % (1.ª)                        |
| 12 | 11 de febrero de 2025 | 6,625 % (1.ª)                        | 6,416 % (1.ª)                        |
| Promedio | Promedio              | 5,143 %                              | 5,004 %                              |
| - En la tabla superior, los números azules representan las calificaciones más bajas y los números rojos representan las más altas. - Esta serie se transmite en un canal de cable/televisión de pago, que normalmente tiene una audiencia menor respecto a las emisoras de televisión públicas/gratuitas (KBS, SBS, MBC y EBS). |                       |                                      |                                      |

## Precuela
La serie contó con una precuela en dos episodios; se trata de una producción original de TVING titulada Wonkyung: Dano's Destiny, escrita también por Lee Young-mi y dirigida por Kim Sang-ho. La trama gira alrededor del primer encuentro de los dos protagonistas. Estaba programada para estrenarse en la plataforma a las doce del mediodía del 21 de enero, es decir, durante el período de emisión de la serie. De esta precuela se lanzaron el 9 de enero un cartel que reproduce a los dos protagonistas y un avance en vídeo, así como algunos fotogramas.